# Tridecagono

Tridecagono regolare

In geometria, un tridecágono o triscaidecagono (dal greco τρεισκαίδεκα / treiskaídeka) è un qualsiasi poligono con 13 lati ed altrettanti vertici ed angoli; il tridecagono regolare è caratterizzato da angoli e lati tutti congruenti tra loro.

## Proprietà geometriche
Il numero delle diagonali D di un tridecagono è il risultato della seguente formula, dove l è il numero dei suoi lati:
{\displaystyle D={\frac {l(l-3)}{2}}={\frac {13(13-3)}{2}}=65}
mentre la somma dei suoi angoli interni, essendo pari a tanti angoli piatti quanti sono i suoi lati meno due, vale:
{\displaystyle 180^{\circ }\times (l-2)=(13-2)\times 180^{\circ }=1980^{\circ }}.

### Tridecagono regolare
Ciascun angolo interno, per quanto detto precedentemente, vale:
{\displaystyle {\frac {1980^{\circ }}{13}}\simeq 152{,}308^{\circ }};
invece l'area A di un tridecagono regolare di lato a è ricavabile dalla seguente formula:
{\displaystyle A={\frac {13}{4}}a^{2}\cot {\frac {\pi }{13}}\simeq 13{,}1858a^{2}}.

## Costruzione
Un tridecagono regolare non può essere costruito in modo esatto con riga e compasso. Qui sotto ne è mostrata una costruzione che fornisce un'ottima approssimazione (circa due centesimi di grado sull'angolo al centro):